# Tánger (obra de teatro)
Tánger es una obra de teatro en tres actos de Joaquín Calvo Sotelo, estrenada en el Teatro Infanta Isabel, de Madrid el 13 de diciembre de 1945.

## Argumento
La comedia se centra en las peripecias de Lily una mujer que se creía viuda y se reencuentra sorpresivamente con su marido, al que se había dado por muerto en un naufragio. Las situaciones infortunadas y cómicas que se suceden se acentúan por el desfile de personajes estrafalarios que pueblan la escena, incluyendo el nuevo pretendiente de la dama. Ella decide viajar con los dos hombres a Tánger para decidir finalmente su destino.

## Representaciones destacadas
- Teatro (Estreno, 1945)
  - Intérpretes: Isabel Garcés. Luis García Ortega, Ángel de Andrés, Manuel Arbó, Irene Caba Alba, Pura Martínez, Isabel Ortega, Emilio Gutiérrez.